# Cristina D’Avena

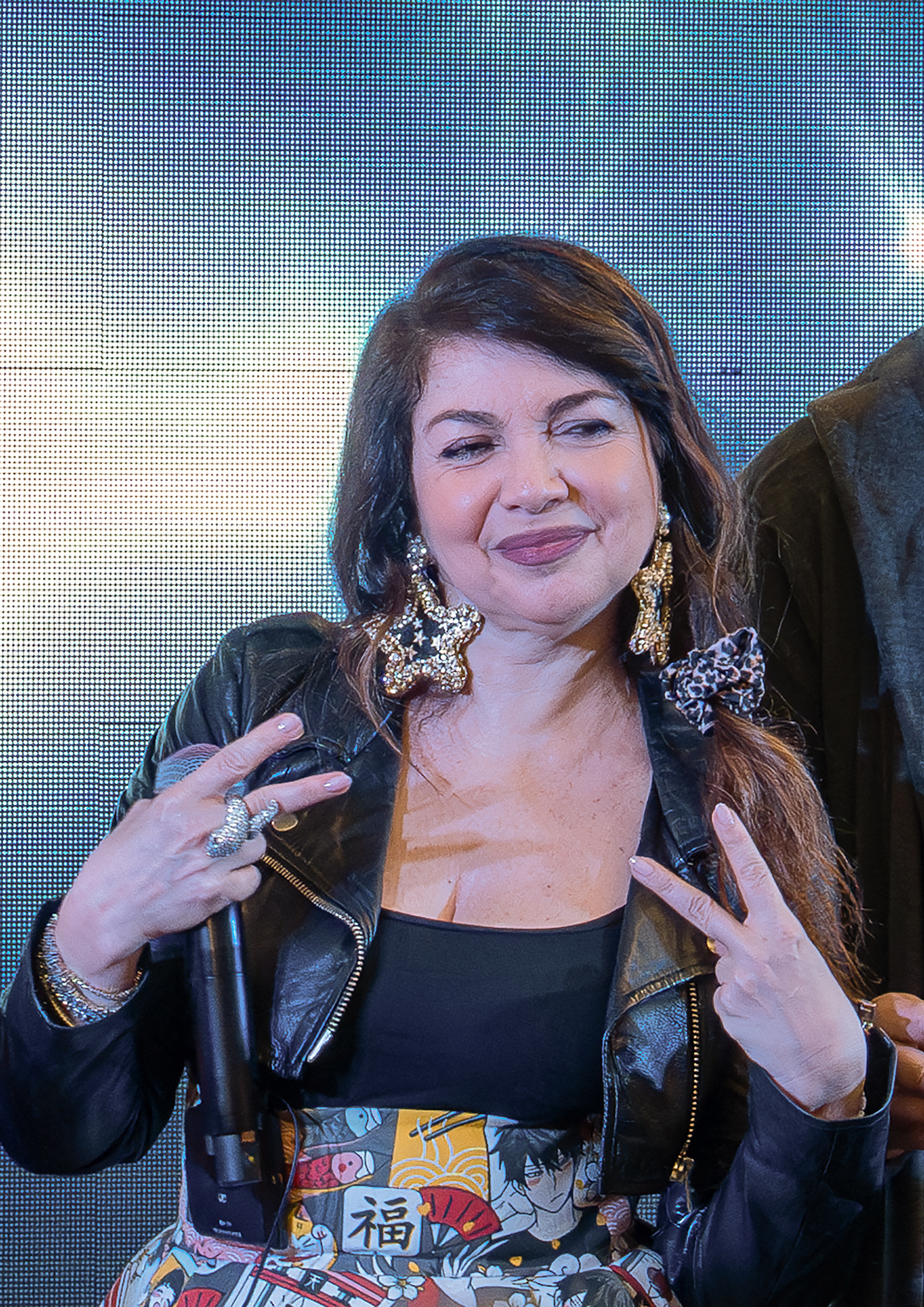
Cristina D’Avena (2024)

Cristina D’Avena (* 6. Juli 1964 in Bologna) ist eine italienische Sängerin und Schauspielerin.

## Karriere
D’Avena machte als Kind bei der Fernsehsendung Zecchino d’Oro auf sich aufmerksam, wo sie 1968 mit dem Lied Il valzer del moscerino einen dritten Platz erreichte. Im Anschluss daran wurde sie Teil des Kinderchors Piccolo Coro dell’Antoniano, in dem sie bis 1976 verblieb. Schon 1981 erhielt sie einen Plattenvertrag bei Five Records und nahm die Titelmelodie der Animeserie Pinocchio (1976) auf. In den Folgejahren wuchs ihre Popularität und ihre Singles und Alben erwiesen sich als äußerst erfolgreich. 1986 erhielt sie eine Rolle in der Fernsehserie Love Me Licia, der Live-Action-Version der Animeserie Rock ’n’ Roll Kids; diesem ersten Auftritt als Schauspielerin folgten eine Reihe weiterer ähnlicher Rollen.
In den 2000er-Jahren begann D’Avena auch, ihre eigenen Lieder zu schreiben. Im Lauf ihrer Karriere nahm sie über 700 Titelmelodien und mehr als 150 Alben auf; üblicherweise in italienischer Sprache, sang sie 2009 auf dem Weihnachtsalbum Magia di Natale auch auf Englisch. Im November 2017 erreichte sie mit dem Album Duets erstmals die Spitze der Charts.

## Diskografie (Auswahl)

### Alben
| Jahr | Titel                                         | Höchstplatzierung, Gesamtwochen, AuszeichnungChartsChartplatzierungen (Jahr, Titel, Platzierungen, Wochen, Auszeichnungen, Anmerkungen) | Anmerkungen                                                | [↑]: gemeinsam behandelt mit vorhergehendem Eintrag; [←]: in beiden Charts platziert |
| Jahr | Titel                                         | IT | Anmerkungen                                                |                                                                                      |
| ---- | --------------------------------------------- | --- | ---------------------------------------------------------- | ------------------------------------------------------------------------------------ |
| 1987 | Teneramente Licia                             | IT21 (3 Wo.)IT |                                                            |                                                                                      |
| 1989 | Arriva Cristina                               | IT22 (2 Wo.)IT |                                                            |                                                                                      |
| 1995 | Cristina D’Avena e i tuoi amici in TV 8       | IT9 (9 Wo.)IT |                                                            |                                                                                      |
| 1995 | Fivelandia 13                                 | IT26 (5 Wo.)IT |                                                            |                                                                                      |
| 1996 | Cristina D’Avena e i tuoi amici in TV 9       | IT10 (4 Wo.)IT |                                                            |                                                                                      |
| 1996 | Dance                                         | IT40 (2 Wo.)IT |                                                            |                                                                                      |
| 1996 | Fivelandia 14                                 | IT13 (16 Wo.)IT |                                                            |                                                                                      |
| 1997 | Cristina D’Avena e i tuoi amici in TV 10      | IT36 (3 Wo.)IT |                                                            |                                                                                      |
| 1997 | Fivelandia 15                                 | IT29 (2 Wo.)IT |                                                            |                                                                                      |
| 1999 | Fivelandia 16                                 | IT27 (1 Wo.)IT |                                                            |                                                                                      |
| 2000 | Cristina D’Avena e i tuoi amici in TV 13      | IT57 (2 Wo.)IT |                                                            |                                                                                      |
| 2000 | Fivelandia 18                                 | IT38 (6 Wo.)IT |                                                            |                                                                                      |
| 2001 | Cristina D’Avena e i tuoi amici in TV 14      | IT51 (4 Wo.)IT |                                                            |                                                                                      |
| 2001 | Fivelandia 19                                 | IT64 (4 Wo.)IT |                                                            |                                                                                      |
| 2002 | Cristina D’Avena e i tuoi amici in TV 15      | IT82 (1 Wo.)IT |                                                            |                                                                                      |
| 2002 | Fivelandia 20                                 | IT64 (1 Wo.)IT |                                                            |                                                                                      |
| 2002 | Greatest Hits (Vent’anni)                     | IT67 (2 Wo.)IT |                                                            |                                                                                      |
| 2003 | Cristina D’Avena e i tuoi amici in TV 16      | IT59 (3 Wo.)IT |                                                            |                                                                                      |
| 2007 | Cristina D’Avena e i tuoi amici in TV 20      | IT85 (1 Wo.)IT |                                                            |                                                                                      |
| 2008 | Cristina D’Avena e i tuoi amici in TV 21      | IT42 (1 Wo.)IT |                                                            |                                                                                      |
| 2009 | Magia di Natale                               | IT78 (4 Wo.)IT |                                                            |                                                                                      |
| 2010 | Il coccodrillo, le tagliatelle                | IT66 (5 Wo.)IT | Erstveröffentlichung: 2. April 2010                        |                                                                                      |
| 2010 | Natale con Cristina                           | IT54 (5 Wo.)IT | Erstveröffentlichung: 23. November 2010                    |                                                                                      |
| 2011 | Il meglio di Cristina D’Avena                 | IT62 (1 Wo.)IT | Erstveröffentlichung: 27. September 2011                   |                                                                                      |
| 2012 | 30 e poi… – parte prima                       | IT33 (8 Wo.)IT | Erstveröffentlichung: 27. November 2012                    |                                                                                      |
| 2013 | 30 e poi… – parte prima seconda               | IT33 (3 Wo.)IT |                                                            |                                                                                      |
| 2009 | Magia di Natale (Deluxe Edition)              | IT42 (5 Wo.)IT | Erstveröffentlichung: 18. November 2014                    |                                                                                      |
| 2015 | Cristina D’Avena                              | IT30 (1 Wo.)IT | Erstveröffentlichung: 26. Oktober 2015                     |                                                                                      |
| 2016 | #Le sigle più belle                           | IT3 (13 Wo.)IT | Erstveröffentlichung: 22. Juli 2016                        |                                                                                      |
| 2017 | Duets – Tutti cantano Cristina                | IT1 Platin (Duets) + Gold (Duets Forever) · (36 Wo.)IT                                                                                  | Erstveröffentlichung: 10. November 2017 Verkäufe: + 50.000 |                                                                                      |
| 2018 | Duets Forever – Tutti cantano Cristina[IT: ↑] | IT1 Platin (Duets) + Gold (Duets Forever) · (36 Wo.)IT                                                                                  | Erstveröffentlichung: 23. November 2018 Verkäufe: + 25.000 |                                                                                      |
| 2022 | 40 - Il Sogno Continua                        | IT6 (5 Wo.)IT | Erstveröffentlichung: 24. November 2022                    |                                                                                      |

### Singles
| Jahr | Titel Album                    | Höchstplatzierung, Gesamtwochen, AuszeichnungChartsChartplatzierungen (Jahr, Titel, Album, Platzierungen, Wochen, Auszeichnungen, Anmerkungen) | Anmerkungen |
| Jahr | Titel Album                    | IT | Anmerkungen |
| ---- | ------------------------------ | --- | ----------- |
| 1982 | Bambino Pinocchio –            | IT23 (2 Wo.)IT |             |
| 1982 | Canzone dei Puffi –            | IT5 (17 Wo.)IT |             |
| 1983 | John e Solfamì –               | IT9 (15 Wo.)IT |             |
| 1985 | Georgie –                      | IT13 (4 Wo.)IT |             |
| 1985 | Kiss Me Licia –                | IT7 (9 Wo.)IT |             |
| 1986 | Memole dolce Memole –          | IT21 (4 Wo.)IT |             |
| 1986 | Magica Emi –                   | IT25 (1 Wo.)IT |             |
| 1986 | Love Me Licia –                | IT5 (11 Wo.)IT |             |
| 1986 | David gnomo amico mio –        | IT21 (3 Wo.)IT |             |
| 1987 | Vola mio mini pony –           | IT24 (2 Wo.)IT |             |
| 1987 | Teneramente Licia –            | IT17 (3 Wo.)IT |             |
| 1987 | Piccola bianca Sibert –        | IT19 (8 Wo.)IT |             |
| 1989 | Arriva Cristina –              | IT18 (5 Wo.)IT |             |
| 1989 | Milly un giorno dopo l’altro – | IT25 (1 Wo.)IT |             |
| 1990 | Alvin rock & roll –            | IT20 (6 Wo.)IT |             |

Weitere Singles
- 1985: Occhi di gatto (IT: Gold)[4]

## Belege
1. ↑  Chartquellen (Alben):
  - M&D-Chartarchiv. Musica e dischi, abgerufen am 17. November 2017 (italienisch, kostenpflichtiger Abonnement-Zugang).
  - Guido Racca & Chartitalia: Top 100 FIMI Album. Lulu, 2013, S. 96.
  - Alben von Cristina D’Avena. In: Italiancharts.com. Hung Medien, abgerufen am 23. November 2017.
2. 1 2  Certificazioni. FIMI, abgerufen am 2. Januar 2018 (italienisch).
3. ↑  M&D-Chartarchiv. Musica e dischi, abgerufen am 17. November 2017 (italienisch, kostenpflichtiger Abonnement-Zugang).
4. ↑  Auszeichnungen für Musikverkäufe: IT

| Personendaten    | Personendaten                            |
| ---------------- | ---------------------------------------- |
| NAME             | D’Avena, Cristina                        |
| KURZBESCHREIBUNG | italienische Sängerin und Schauspielerin |
| GEBURTSDATUM     | 6. Juli 1964                             |
| GEBURTSORT       | Bologna                                  |